# Dino Daan
Dino Daan (Bonheiden, 20 maart 1996) is een Belgische youtuber. Daarnaast is hij actief op TikTok en Instagram.

## Biografie
Dino Daan volgde een middelbare opleiding Economie Moderne Talen aan het Damiaan Instituut in Aarschot. In 2014 studeert hij af. Nadien startte hij een opleiding tv-journalistiek aan de Thomas More Hogeschool in Mechelen. Daar studeerde hij af in 2017.
In 2017 begon hij aan de opleiding Media & Entertainment Business, ook aan Thomas More Mechelen. In juni 2020 studeerde hij af.
In zijn vrije tijd speelt Dino Daan basketbal bij basketbalclub Basket Betekom. Hij speelde ook nog voor BBC Haacht, waarmee hij in 2017 kampioen werd in de provinciale U21 reeks. Daarnaast is hij ook al enkele jaren actief als Basketbal Coach bij BBC Haacht.

## Carrière
Dino Daan verscheen voor het eerst op Youtube op 21 december 2015. Samen met cameraman en jeugdvriend Samuel trok hij naar Aarschot om daar een 'straatquiz' te houden op de kerstmarkt.
In 2016 maakte Dino Daan zijn eerste muzikale parodie op het televisieprogramma Temptation Island. Op de tonen van het nummer Marvin Gaye van Charlie Puth zong hij 'Marvin van Bil', waarin de meest opmerkelijke persoon uit dat seizoen het moest ontgelden. Een jaar later volgde er een parodie over deelnemers Jefferson, Lize en Ken op de tonen van Louise door Gers Pardoel.
In 2018 scoorde hij een hit met #tochnietdentim. De video ging viraal in zowel Vlaanderen als Nederland en stond enkele dagen nummer één op de trendinglijst van YouTube. Er volgde een optreden op radiostation Q-Music en enkele weken later mocht Dino Daan de liveshow van Temptation Talk op RTL openen.
Ook in 2019 mocht hij een liveshow aftrappen bij Temptation Talk. Hiervoor gebruikte hij met het nummer 'Heikki & Milou', geschreven op de tonen van Sucker door de Jonas Brothers.
Daarnaast maakt Dino Daan reactievideo's op YouTube. Sinds 2021 verschijnt ook het format Magere Moppen op zijn kanaal.
Sinds januari 2020 is Dino Daan actief op de app TikTok. Hier post hij voornamelijk muzikale, humoristische filmpjes. Het meest opmerkelijke filmpje kwam begin 2021 online: de zogenaamde auditie om Klaasje te vervangen bij K3.
Sinds 2021 is Dino Daan ook actief bij het productiehuis Dedsit als schrijver van teksten. Hij was onder meer verantwoordelijk voor alle teksten uit het programma James de musical dat uiterst succesvol was met kijkcijfers geregeld boven het miljoen.

### Sportcommentator
Sinds 2020 is Dino Daan te horen als sportcommentator op EMBL.tv, de streamingdienst van de Euromillions Basketball League. Hij treedt op als co-commentator voor de thuiswedstrijden van de Leuven Bears.

## Trivia
- In 2014 nam Dino Daan deel aan VRT-programma De Premiejagers met een klasgenoot. Ze waren de jongste deelnemers van dat seizoen, maar haalden de finale net niet.[17]
- In 2014 werd hij laureaat voor de provincie Vlaams-Brabant in de Junior Journalist wedstrijd van het Davidsfonds. Hij mocht deelnemen aan de finale en eindigde in de top 10.[18]
- In 2019 bracht Daan de actie 'schenk een lach en een bedrag' voor Rode Neuzen Dag. Hij coverde hiervoor Als Ze Lacht van Yevgueni en vroeg mensen om hun lach te doneren aan de videoclip. Samen met zijn vriendin Inez zamelde hij meer dan 200 euro in voor het goede doel.[19]
- In 2019 maakte Dino Daan samen met tv-maker Mark Uytterhoeven een lied voor De Warmste Week. Het lied was gekoppeld aan een veiling. De opbrengst van die veiling ging integraal naar de Parkinson Liga. Het duo koos voor dit goede doel, omdat de grootvader van Daan aan de ziekte lijdt.[20]